# Seis días en la oscuridad
Seis dias en la oscuridad és una pel·lícula mexicana del 2003 escrita i dirigida per Gabriel Soriano i protagonitzada per Ludwika Paleta, Dario T. Pie i Gustavo Sánchez Parra. La pel·lícula es va projectar a diversos festivals, inclosos el Festival Internacional de Cinema de Guadalajara, el Festival de Cinema de San Diego, el Festival de Cinema de Mar del Plata i el Festival del Cinema Llatinoamericà de Trieste.

## Sinopsi
En una fosca vorera, Claudio truca als seus amics Vampiro i Juan Carlos per demanar-los ajuda: dos policies corruptes l'estan extorquint per tapar una acusació d'homicidi en un accident amb 200.000 pesos. Com que no tenen els diners, Vampiro creu que l'única manera en que podrà aconseguir ràpidament els diners es organitzar el segrest de Claudio i que el seu pare ric pagui. El pare paga però quan Vampiro vol portar els diners el criden a la Universitat per informar-lo que Claudio ha estat segrestat. Alhora, la policia s'instal·la a casa de Claudio i espera que els segrestadors demanin un nou rescat. La cosa es va complicant quan Ximena, la xicota de Claudio, comença a investigar i sospita que Vampiro la menteix.

## Repartiment
- Mauricio Fernandez - Vampiro
- Ludwika Paleta - Ximena Lagaspi
- Omar Garcia - Claudio Hadaf
- Alan Bitter - Juan Carlos Marsolo
- Mario Zaragoza - Detective
- Gustavo Sanchez Parra - Segrestador
- José Sefami - Salmun
- Hugo Stiglitz - Professor Rodriguez
- Gabriel Porras - Federal
- Luis Couurieri - Rector de la Universitat
- Gustavo Ganem - Mr. Haddaf
- Maria de la Luz Sendejas - Donzella del sr. Haddaf
- Dario T Pie - Jenings
- Gabriel Soriano - Ciclista

## Producció
El 1998 Gabriel Soriano va vendre la seva empresa Adventures Video Co. per recaptar fons per a la producció del seu primer llargmetratge. Amb 27.000 dòlars, va decidir desenvolupar i rodar una pel·lícula titulada Naturaleza muerta i va establir una petita oficina de projectes a la Ciutat de Mèxic. Després d'una trobada casual que va assistir a un seminari del gurú del guió Syd Field, el director es va reunir amb Juan Pablo Cortes, que es va unir a l'equip com a productor executiu. Aaram Diaz com a director de fotografia també es va unir al projecte, amb la resta de la tripulació formada per estudiants aspirants de les escoles de cinema Centro de Capacitación Cinematográfica i CUEC.
La pel·lícula va començar la seva producció el desembre del 2001 amb un pressupost de 27.000 dòlars USA. El reduït pressupost comportava dificultats econòmiques, cosa que va fer que el director Gabriel Soriano hagués de vendre el seu cotxe per acabar de rodar. Es va rodar en una pel·lícula de 35 mm. Després de 15 dies de rodatge, la pel·lícula es va quedar sense diners; va passar 1 any perquè l'inversor Robert Kistner acabés la producció. La pel·lícula finalment va acabar la fotografia principal a finals de juliol del 2002.